# Pattskär, Iniö
Pattskär är en ö i Finland. Den ligger i Skärgårdshavet och i kommunen Pargas i den ekonomiska regionen  Åboland i landskapet Egentliga Finland, i den sydvästra delen av landet. Ön ligger omkring 44 kilometer väster om Åbo och omkring 190 kilometer väster om Helsingfors. 
Öns area är 2,4 hektar och dess största längd är 250 meter i öst-västlig riktning. Närmaste större samhälle är Houtskär, 16,4 km söder om Pattskär.